# Air India
Air India (tidl. Air-India) er Indiens nationale flyselskab. IATA-code: AI og ICAO-code: AIC. Air India er det eneste statsejede flyselskab i Indien, og med sin flåde på i alt 229 fly flyver selskabet til 899 destinationer i og uden for Indien. Air India er med virkning fra 15. juli 2007 sluttet sammen med det indiske flyselskab Indian (tidl. Indian Airlines), der fortrinsvis opererer indenrigsflyvninger samt flyvninger til nabolandene.
Air India har hovedkvarter i lufthavnene Chhatrapati Shivaji International Airport i Mumbai og Indira Gandhi International Airport i Delhi, og selskabets motto er Your Palace in the Sky.
Air India blev grundlagt som Tata Airlines som en del af den store indiske koncern Tata Sons (i dag Tata Group), men overgik til en offentlig virksomhed efter afslutningen af 2. verdenskrig.
Air India afventede i mange år medlemskab af flysammenslutningen Star Alliance, medlemskabet blev dog først en realitet i 2014.